# شوجو شيمادا
شوجو شيمادا (باليابانية: 嶋田 正吾) (13 نوفمبر 1979 في هيوغو في اليابان – )؛ هو لاعب كرة قدم ياباني سابق كان يلعب كلاعب وسط.

## وصلات خارجية
- شوجو شيمادا على موقع رابطة كرة القدم اليابانية للمحترفين (اليابانية)
- شوجو شيمادا على موقع Soccerway.com (الإنجليزية)